# Penney Farms
Penney Farms é uma vila localizada no estado americano da Flórida, no condado de Clay. Foi incorporada em 1927.

## Geografia
De acordo com o United States Census Bureau, a vila tem uma área de 3,6 km², onde todos os 3,6 km² estão cobertos por terra.

### Localidades na vizinhança
O diagrama seguinte representa as localidades num raio de 24 km ao redor de Penney Farms.

## Demografia
Segundo o censo nacional de 2010, a sua população é de 749 habitantes e sua densidade populacional é de 206,6 hab/km². É a localidade menos populosa do condado de Clay, ainda que, em 10 anos, tenha tido o maior crescimento populacional do condado. Possui 447 residências, que resulta em uma densidade de 123,3 residências/km².